# Петков, Кирил (политик)
Кирил Петков Петков (болг. Кирил Петков Петков; род. 17 апреля 1980, Пловдив) — болгарский политик, экономист и предприниматель. Премьер-министр Болгарии с 13 декабря 2021 по 2 августа 2022 года. Является одним из руководителей политической партии «Продолжаем перемены», которую основал вместе с Асеном Василевым.

## Биография

### Ранняя жизнь и образование
Петков родился 17 апреля 1980 года в Пловдиве. Получил степень бакалавра коммерции в области финансов Университета Британской Колумбии в Ванкувере и степень магистра делового администрирования Гарвардского университета, где входит в 10 % лучших в своем классе. Одним из его лекторов был Майкл Портер, вместе с которым он специализировался на разработке кластерных стратегий. Петков является одним из основателей Центра экономических стратегий и конкурентоспособности при Софийском университете, аффилированного с Гарвардским университетом, где он читал лекции по экономическому развитию и микроэкономике конкурентоспособности.

### Карьера
С 2001 по 2005 год Кирил Петков работал менеджером по корпоративному развитию в канадской пищевой компании McCain Foods. С 2007 года он занимается разработкой проектов в области инноваций с высокой добавленной стоимостью, а его компания ProViotik имеет несколько патентов в области биотехнологии в США.
С 12 мая по 16 сентября 2021 года занимал пост министра экономики временного правительства Стефана Янева. Во время своего первого выступления на телевидении в качестве министра Петков сообщил, что Болгарский банк развития выдал кредиты на 500 миллионов евро всего восьми компаниям, принадлежащим четырём бизнесменам. Он осудил эту практику как «возмутительную» и инициировал проверку того, как распределялись ссуды.
19 сентября 2021 года Кирил Петков и Асен Васильев представили свой политический проект «Продолжаем перемены» — это антикоррупционная партия, стремящаяся стать объединяющей силой, которая могла бы объединить все другие партии-единомышленники для формирования правительства. Двое политиков познакомились во время учёбы в Гарвардской школе бизнеса.

### Премьер-министр Болгарии
В ноябре 2021 года партия «Продолжаем перемены» победила на выборах в парламент.
11 декабря 2021 года президент Болгарии Румен Радев выдвинул 42-летнего Петкова кандидатом на пост премьер-министра Болгарии с задачей предложить новый кабинет, который будет утвержден в Народном собрании.
13 декабря парламент поддержал кандидатуру Петкова (134 «за», 104 «против»), был создан новый коалиционный кабинет министров, в который вошли партия «Продолжаем перемены» (10 министров), Болгарская социалистическая партия (4 министра), «Есть такой народ» (4 министра) и «Демократическая Болгария» (3 министра).
После официальной церемонии вступления в должность Петков заявил журналистам, что его главным приоритетам будет вакцинация населения в свете тяжёлого положения с распространением COVID-19 в Болгарии, среди других приоритетов — реформа судебной системы.
В 2022 году после российского вторжения на Украину, Петков поддержал санкции ЕС и отказался платить за российский газ рублями, в итоге Болгария осталась без российского газа.
22 июня 2022 года парламент Болгарии вынес вотум недоверия правительству Петкова. За вотум недоверия проголосовали 123 депутата, против — 116, никто не воздержался. Предложение о вотуме в парламент внесла оппозиционная партия ГЕРБ. Петков обвинил в исходе голосования бывшего премьера Бойко Борисова, партии «Возрождение» и «Есть такой народ», а также посла России в Болгарии Элеонору Митрофанову, и пообещал продолжить политическую борьбу. Политический кризис привёл к досрочным парламентским выборам 2 октября, на которых, как показывали опросы, евроскептики должны были укрепить свои позиции.
1 августа 2022 года президент Болгарии Румен Радев подписал указ о роспуске Национального собрания, объявил досрочные парламентские выборы и назначил служебное правительство во главе с Гылыбом Доневым. Петков ушёл в отставку.
На досрочных парламентских выборах 2 октября 2022 года коалиция Петкова и Василева получила 20,2 % голосов (второй результат после ГЕРБ, на 5,47 % меньше, чем на прошлых выборах в ноябре 2021 года).
Согласно публикации Die Welt именно по инициативе Кирила Петкова были заморожены активы Центробанка РФ и отключены от SWIFT российские банки после начала военного вторжения России на Украину. Помимо этого, Болгария после встречи Петкова и Зеленского помогала Украине в ремонте военной техники, а также фактически поддерживала Украину боеприпасами и дизтопливом, хотя официально эту помощь не декларировала.

## Скандалы
27 октября 2021 года Конституционный суд Болгарии задним числом отменил указ о назначении Петкова министром экономики из-за его статуса двойного гражданина, поскольку в Конституции Болгарии говорится, что министры должны быть только болгарскими гражданами. Хотя Петков не смог сохранить должность, все его действия, совершённые в этой роли, не были аннулированы. Политические оппоненты Петкова призвали принять меры по этому поводу, а именно кандидат в президенты и председатель Верховного кассационного суда Болгарии Лозан Панов.
Во время президентских и парламентских выборов в Болгарии 14 ноября 2021 года Кирил Петков был оштрафован Центральной избирательной комиссией за агитацию в день выборов, поскольку он объявил на камеру, за какого кандидата в президенты и за какую политическую партию он голосовал.